# Jonas Hertman
Jonas Hertman, född 1755 i Norrborn i  Bollnäs socken, död 1804, var en svensk allmogemålare från Hälsingland.

## Inredningsmåleri
Jonas Hertman utförde inredningsmåleri i södra Hälsingland. Han målade landskapet Hälsingland, ljuset i Voxnans breda älvdal, sjöarna och de blå bergen.
Bevarade målningar av honom finns i Ovanåkers socken, Alfta socken, Bollnäs socken, Rengsjö socken och Mo socken. De uppvisar naivt återgivna bibliska motiv, allegorier, fåglar och djur samt ålderstrappor. Hertman var ungefär samtida med Hälsinglands allmogemålare från Delsbo, Gustaf Reuter (1699–1783), som bildade skola. Reuters mest namnkunniga elev var Erik "Snickarmålarn" Ersson (1730–1800). Reuter var centralgestalten i det dekorativa måleriet kring Dellensjöarna, som växte fram vid 1700-talets mitt, med rötter i äldre tradition. Hertman dekorerade ett rum enligt den tradition han själv var uppvuxen i och tillförde smatidigt sin konstnärliga egenart i borgerligt inredningsmåleri. Han blev uppskattad och efterfrågad.

## Bollnässtugan
Måleriet i Bollnässtugan, flyttad 1892 till Skansen på Djurgården i Stockholm, är den enda av Hertmans interiörer som bevarats i sin helhet, men samma uttryck finns i hans bevarade inredningar i Hälsingland, bland annat i hembygdsgården Mårtes i Edsbyn, hembygdsbyn Västerby i Rengsjö och i de privata gårdar, där hans verk är sekundärt uppsatta.
I Bollnässtugan finns inredningsmåleri signerat 1786 av Hertman. Bollnässtugan har parstuguplan med vardagsstuga och helgdagsstuga på var sida om farstu och farstukammare samt framkammare. Alla rum är dekorerade, vilket är vanligt i Hälsingland, både i rika och fattiga gårdar. Stormålarna och storsnickarna var ofta obesuttna, de ägde inte egen mark. Däremot ägde de sina hus, mindre men inte sämre byggda och inredda än böndernas gårdar. Frånvaron av adel, slott och herresäten norr om Dalälven gav en relativt svag social skiktning där mentalitet, normer, tycke och smak omfattade alla på landsbygden. Prästen, länsman och höga militärer var socknarnas högreståndspersoner, men deras gårdar fick svagt inflytande på allmogens egna vältraderade byggnads- och inredningskultur. Influenser från andra samhällsskikt och städerna anammades och omformades bara om de tillförde något nytt och anslående som passade traditionen, socknen och det redan givna.

## Takrosor i Rengsjö
Taken dekorerades med praktfulla kransar och ramverk, så kallade takrosor eller takrosetter. I en frodig krans nu i Rengsjö hembygdsby skrev Hertman ett citat ur Psaltaren: Om Herren icke bygger huset, så arbeta de fåfängt som därpå bygga. Citatet påminner dels om den djupa religiositeten i socknarna, dels om hälsingarnas idoga byggande och sinne för arkitektur och heminredning. Taket har bevarats från en riven inredning och fått en sekundär placering, vilket är vanligt i Hälsingegårdarna.

## Teknik och färgskala
Hertman målade ofta med limfärg på linneväv, lätt att sätta upp och ta ner vid ombyggnader och flyttning av hus. En inredning med kung Adolf Fredrik, drottning Lovisa Ulrika och kejsar Augustus som nu finns i gården Pell Pers i Alfta har flyttats dit i tredje led från två andra gårdar. Detta säger något om inredningsmåleriets stora betydelse som socken- och kulturmarkör. Rivna inredningar har sparats eller gått vidare i släkten, till vänner och bekanta. I Bollnässtugan målade Hertman dock direkt på slätbilade timmerväggar. En målning i Mo visar en jaktscen, efter samma förlaga som använts i en rumsdekoration i Bondeska palatset i Stockholm. Hertman ägde en samling borgerliga bilder som han inkorporerade i allmogemåleriets motivrepertoar. Mårtes i Edsbyn kunde på så sätt dekoreras med en scen från Venedig, en vinskörd på kontinenten, en gosse som blåser såpbubblor sittande på en dödskalle vid ett bananträd kallat bambusbaum, parställda apekatter vid Voxnan med blå berg i bakgrunden, tillsammans med en årstidssvit och Marie bebådelse.
En på 1700-talet vanlig pastoral idyll med ett glatt musicerande och flirtande herrskap under ett träd målade han i åtminstone två gårdar i Alfta. Ett och samma motiv kunde användas i flera gårdar, som jaktscenen med ett ridande herrskap som återfinns i två gårdar i Mo och Bollnäs. Färgskalan varierade. Mårtes inredning går i blått, Schols i Näsbyn i jordfärger åt ljusrött. Utmärkande för Hertman är dels hantunnare i Bollnäs, Mo och  Trönö. I Alftas storgårdar som Lars Nils i Önneberg, Schols i Näsbyn, Schols i Grängsbo och i Mårtes, Espes, Hörd Pers med flera i Ovanåkers socken krävde rummens större proportioner med mer väggutrymme stora bildfält och yvigare takdekorationer i starka färger med svarta konturer. Ett exempel på nyanserad färgbehandling är de rosaröda fluffiga molnen med nyanserad gråskala; motiven innefattar blommor, fåglar, insekter och ornamentik. En viss ojämnhet utmärker de grova knotiga gestalterna i Voxnadalen, Arbrå och Rengsjö.

## Interiörerna
Hertmans interiörer är högtidliga, inbjudande, festliga och roliga. Där finns profana och religiösa motiv, samhällskritik, humor och allvar, allmoge och herrskap om vartannat. I Schols i Näsbyn finns en jaktscen där han visar sin fulla kapacitet. Jägaren håller ett säkert grepp om bössan i en hälsingeskog om hösten. Koncentrerat siktar han på en hjort, inte en älg, utan en för 1700-talets hälsingar exotisk hjort. När Hertman är i sitt esse står han inte stadsmålare med mästarprov och burskap efter. Schatteringar, skuggningar, perspektiv och bilddjup kvalificerar honom som utbildad hos en stadsmålare, men hos vem, var och hur länge vet man inte. Målarna bistods av familj, släkt och vänner vid uppdrag i gårdar och kyrkor.

## Stormålare i Hälsingland
Enligt muntlig tradition målade Jonas Hertman med sin hustru Lisa Jonsdotter. Likaså kan hans bröder Erik och Abraham samt barnen ha varit behjälpliga. Egenarten i en Hertmaninredning ligger i den personliga stilen, i glädjen att måla, charmen, kreativiteten och vildheten, men också i en sorg över att han hade en för begränsad arena. Jonas Hertman hade sannolikt potential att vidareutbilda sig vid Konstakademien, såsom östgöten Pehr Hörberg och hälsingen Jonas Åkerström. Smidigare än någon annan allmogemålare lyckades han finna en helt egen och vinnande stil i balans mellan allmogens estetik i södra Hälsinglands socknar och den borgerliga bildade smaken i barock och rokoko. Han gjorde det med klang, saga och poesi.
Jonas Hertman finns representerad i Mårtes Edsbyns hembygdsgård och i Hälsinglands museum i Hudiksvall.

## Världsarv i Sverige
| ”                     | "Inredningskonsulten" och allmogemålaren Jonas Hertman var verksam i Hälsingland på 1700-talet och målade i Hälsingegårdarna. Nu (2011) har han fått sina konstverk världsarvsnominerade. Skönheten i en Hertmaninredning ... ligger i den personliga stilen, i glädjen att måla och charmen, kreativiteten, vildheten och sorgen. | „ |
| – Maj-Britt Andersson | |   |

Sommaren 2012 skrevs sju hälsingegårdar in på unescos världsarvslista under namnet "Decorated farmhouses of Hälsingland". Hälsingegårdarna blev därmed Sveriges femtonde världsarv och utnämningen baseras på hälsingegårdarnas tradition av rikt dekorerade rum för livets största högtider. Gården Gästgivars är en av de sju timrade gårdar som ingår i detta världsarv. De sju gårdarna fördelar sig så här: Ljusdal 3 gårdar, Bollnäs 1 gård, Ovanåker 2 gårdar och Söderhamn 1 gård. Gårdarna representerar en byggnadstradition med stora och rikt utformade och dekorerade hus som växte fram på 1800-talets landsbygd. Målningarna i dessa gårdar är en blandning av folkkonst samt barock och rokoko och utgör den sista blomningen i en lång kulturell tradition.

## Familj
Jonas Hertman var son till Anders Hertman och Sigrid Abrahamsdotter. Han gifte sig med Lisa Jansdotter och fick åtta barn.